# Kozjak (Resen)
Pour les articles homonymes, voir Kozjak.
Kozjak (en macédonien : Козјак) est un village du sud-est de la Macédoine du Nord, situé dans la commune de Resen. Le village comptait 117 habitants en 2002.

## Démographie

### Évolution démographique
| 1948 | 1953 | 1961 | 1971 | 1981 | 1991 |
| ---- | ---- | ---- | ---- | ---- | ---- |
| 135  | 311  | 299  | 353  | 396  | 275  |

| 1994 | 2002 | 2021 | - | - | - |
| ---- | ---- | ---- | - | - | - |
| 120  | 117  | 85   | - | - | - |

### Répartition ethnique
Lors du recensement de 2002, le village comptait :
- Turcs : 106
- Albanais : 11
- Bosniaques : 1